# Rezerwat Biosfery Mozeli Południowej
Rezerwat Biosfery Mozeli Południowej (fr. Réserve de Biosphère de Moselle Sud) – rezerwat biosfery UNESCO MAB o powierzchni ok. 140 tys. ha, utworzony 15 września 2021 roku, znajdujący się w departamencie Mozela, w regionie Grand Est, w północno-wschodniej Francji.

## Charakterystyka
Rezerwat Biosfery Mozeli Południowej położony jest na terenie 138 gmin w departamencie Mozela, w regionie Grand Est, w północno‑wschodniej Francji. Obejmuje obszar 139 257 ha, który dzieli się na:
- strefę centralną (fr. Aire centrale) o powierzchni 41 627 ha,
- strefę buforową (fr. Zone tampon) o powierzchni 93 982 ha,
- strefę przejściową (fr. Aire de transition) o powierzchni 3648 ha.

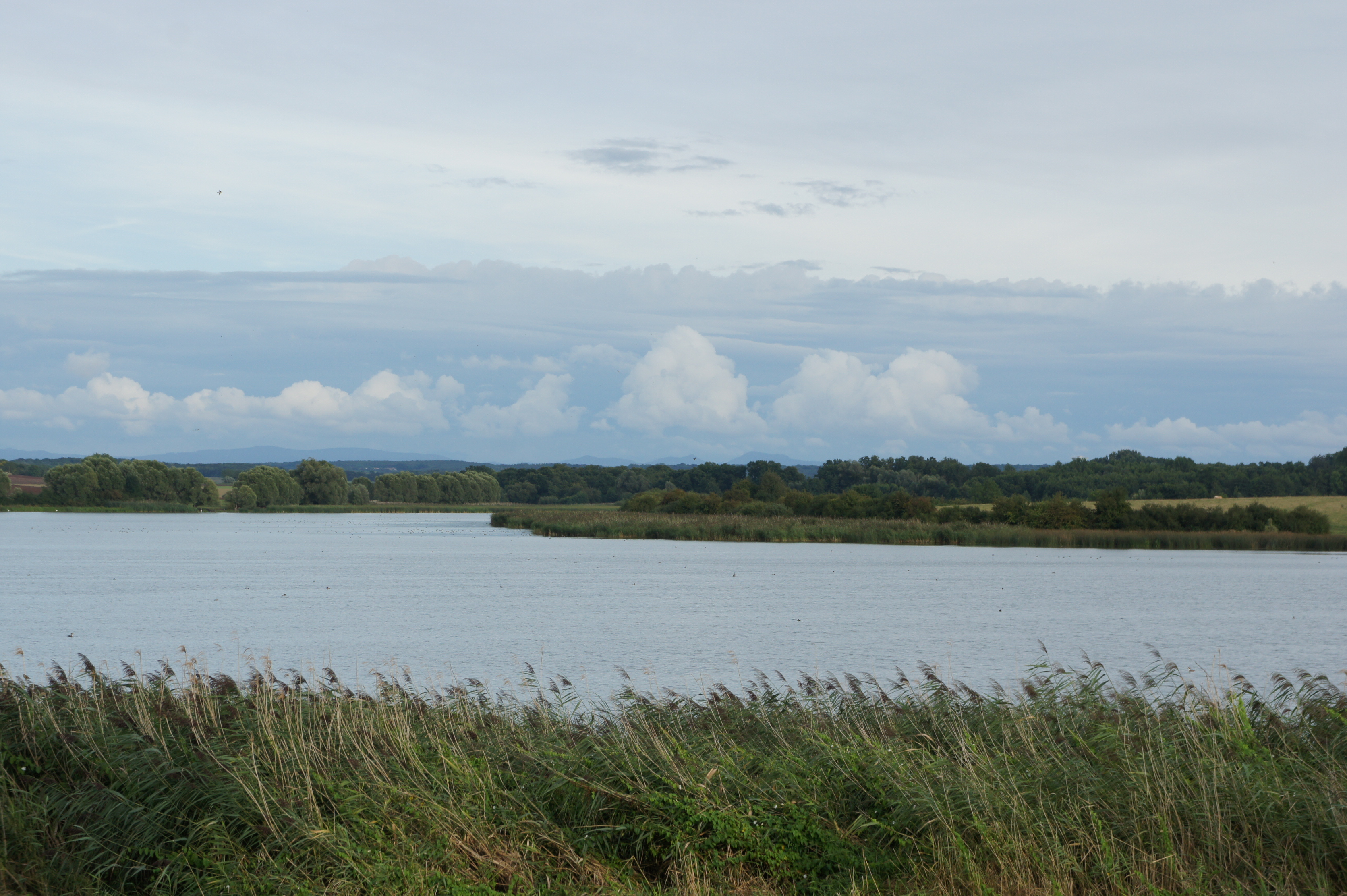
Widok na jezioro Lindre (2014)

Teren rezerwatu cechuje się dużą różnorodnością krajobrazów, ekosystemów, występujących tu gatunków roślin i zwierząt, a także elementów dziedzictwa kulturowego. Jego zachodnią część zajmuje wschodni kraniec Basenu Paryskiego. Na marglistym podłożu znajdują się liczne stawy, jeziora oraz sztuczne zbiorniki wodne, których łącznie jest ok. 130. Z tego względu obszar ten nazywany jest „Krainą Stawów” (fr. Pays des Étangs). Największymi stawami są Gondrexange, Mittersheim, Réchicourt‑le‑Château oraz Stock, zaś najcenniejszy przyrodniczo jest staw Lindre, który wraz z otaczającymi go lasami stanowi obszar wodno‑błotny o znaczeniu międzynarodowym o nazwie Etangs du Lindre, forêt du Romersberg et zones voisines, objęty ochroną w ramach konwencji ramsarskiej. 
Obszar Pays des Étangs znany jest jako miejsce hodowli ryb oraz ze swoich walorów turystycznych i wypoczynkowych.

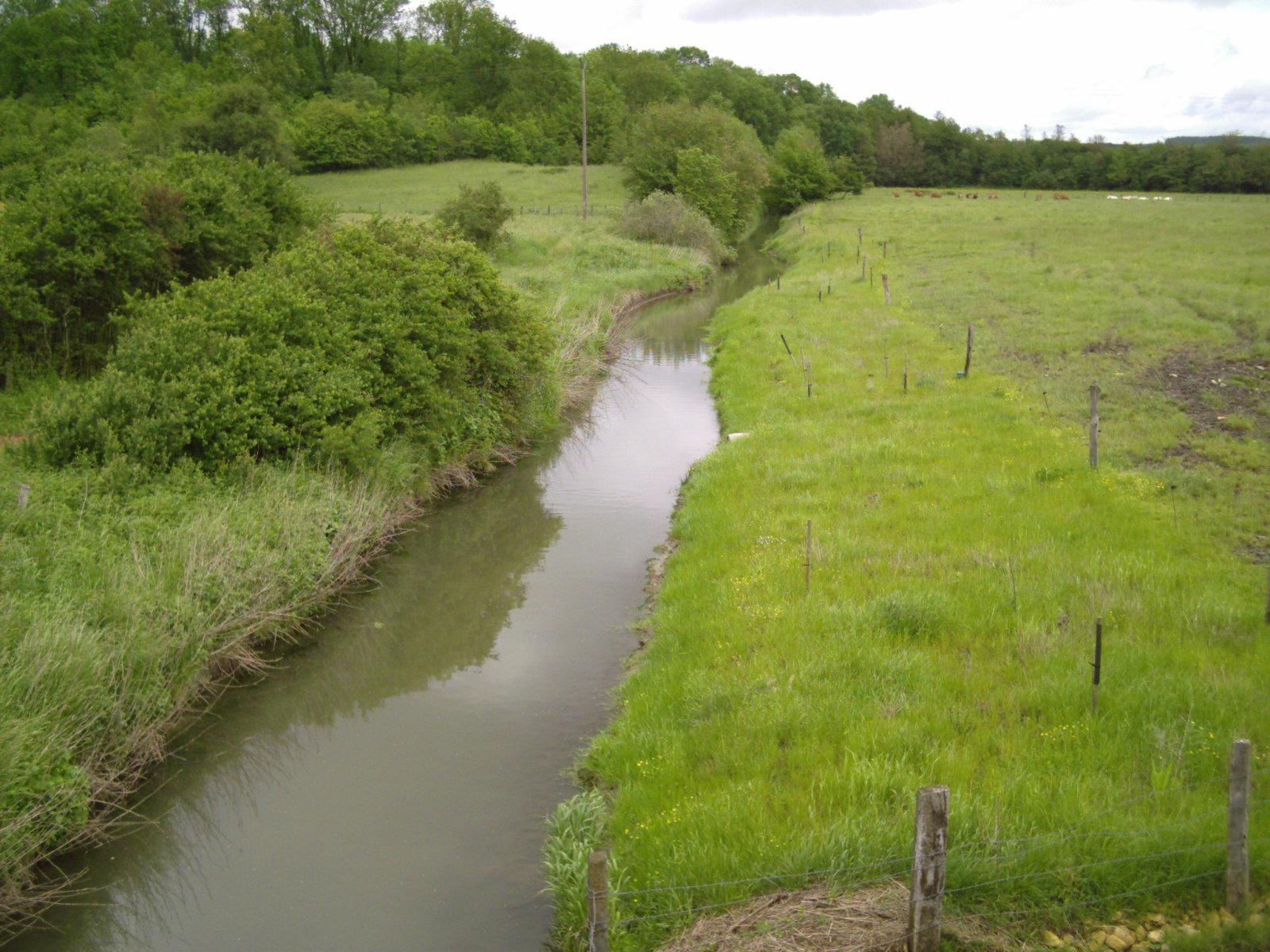
Rzeka Seille w okolicach Marsal

Również na zachodzie rezerwatu znajduje się źródło oraz górny bieg rzeki Seille, wzdłuż którego ciągną się solniska i licznie występują rzadkie na terenie kraju śródlądowe słone łąki porastane przez roślinność halofilną. Od epoki brązu w regionie wydobywana była sól; współcześnie w miejscowości Marsal funkcjonuje Departamentalne Muzeum Soli (fr. Musée départemental du Sel). Zachodnia część Rezerwatu Biosfery Mozeli Południowej podlega ochronie jako fragment Parku Regionalnego Lotaryngii (fr. Parc naturel régional de Lorraine), znajduje się tu też kilka obszarów sieci Natura 2000.
Środkowa część rezerwatu biosfery obejmuje marglisto-wapienny płaskowyż, który przecina górna dolina rzeki Saary (fr. Sarre). Krajobraz jest tu w przeważającej mierze rolniczy i wiejski, przebiegają tędy główne ciągi komunikacyjne i znajdują się największe miasta w granicach rezerwatu – Sarrebourg i Phalsbourg. Na wschodzie z kolei rozciąga się masyw zbudowanych z piaskowca Wogezów, porośniętych gęstymi lasami jodłowymi i buczynami.

### Fauna i flora

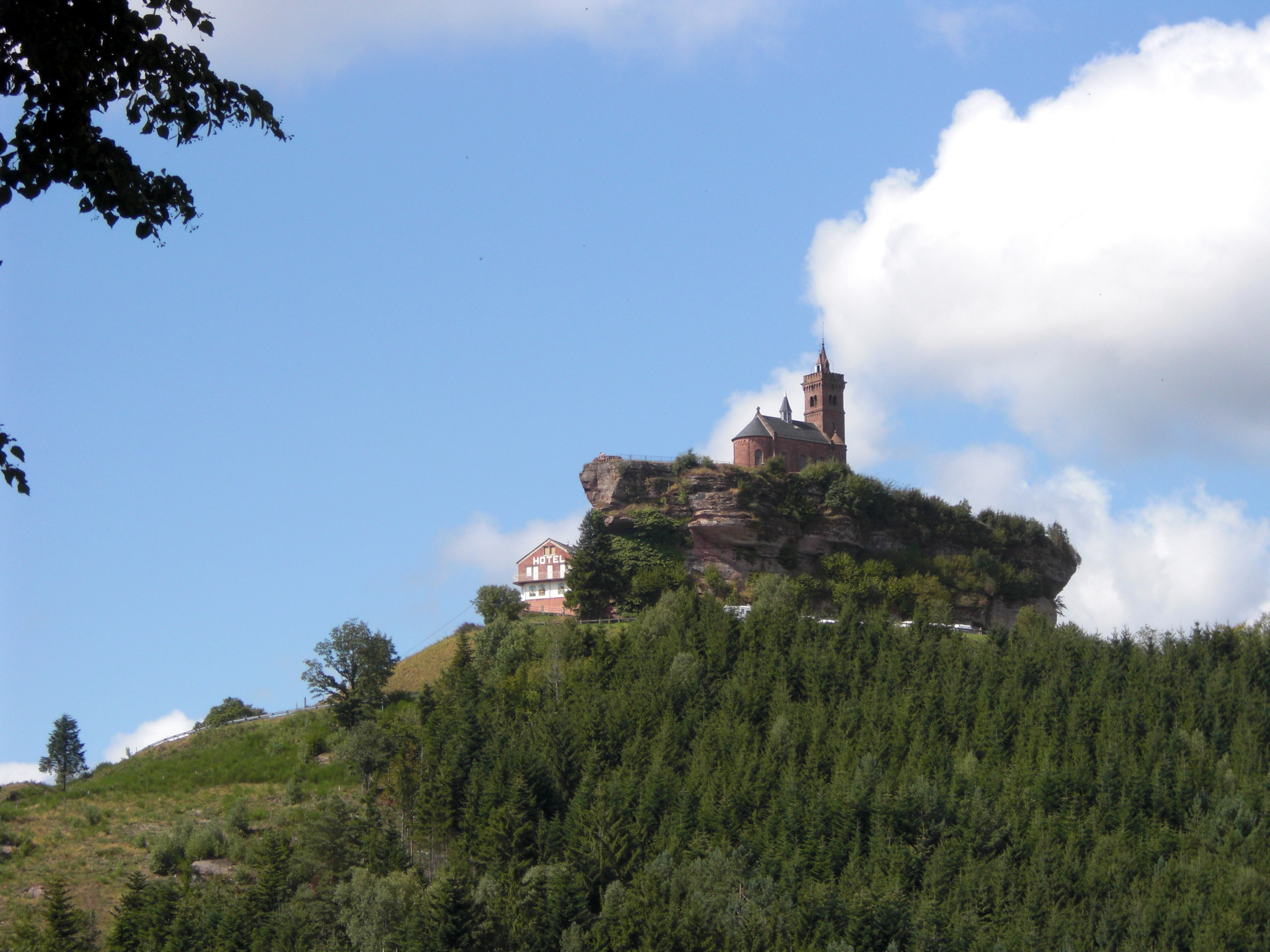
Skała Dabo w Wogezach (2009)

Obszar Rezerwatu Biosfery Mozeli Południowej wyróżnia się dużą bioróżnorodnością, a jego poszczególne części charakteryzują się odmiennym, często unikatowym, składem gatunkowym. Awifauna Pays des Étangs obejmuje ponad 250 gatunków ptaków, w tym co najmniej 54 gatunki wyróżnione w tzw. Dyrektywie ptasiej. Występują tu m.in. żuraw (Grus grus), uszatka błotna (Asio flammeus) czy bielik (Haliaeetus albicilla). W „Krainie Stawów” żyje również 14 gatunków nietoperzy (m.in. karlik większy i podkowiec mały), liczne płazy (m.in. kumak górski i traszka grzebieniasta), mięczaki (m.in. poczwarówka zwężona i poczwarówka jajowata) i ryby (m.in. różanka pospolita), a spośród roślin rzadki widłoząb zielony (Dicranum viride).
W słonej dolinie rzeki Seille występuje aż 20 gatunków roślin o znaczeniu regionalnym (w tym 13 gatunków halofitów obligatoryjnych i 3 gatunki halofitów fakultatywnych), 281 gatunków glonów, 521 gatunków bezkręgowców (w tym 27 gatunków występujących wyłącznie w środowiskach zasolonych) oraz 64 gatunki ptaków z rodziny wróblowatych. Endemitem tego obszaru jest jedna z odmian solirodu zielnego – Salicornia europaea var. vicensis.
W środkowej części rezerwatu, wzdłuż rzeki Saary w jej liczącym ponad 80 km górnym biegu, rozciągają się pola uprawne, licznie rosną także lasy łęgowe oraz wilgotne łąki oligotroficzne. Żyją tu m.in. bóbr europejski (Castor fiber), zimorodek (Alcedo atthis) oraz dzierzba gąsiorek (Lanius collurio), a ponadto występują liczne gatunki storczyków.
Na wschodzie rezerwatu znajduje się porośnięty lasami masyw Wogezów, który jest miejscem występowania lisa rudego, sarny europejskiej, dzika euroazjatyckiego, żbika, kuny leśnej i kuny domowej, a dawniej także jelenia szlachetnego. Funkcjonuje tu obszar chroniony Réserve Biologique Domaniale Dirigée du Grossmann cechujący się bogatą entomofauną, która obejmuje 367 gatunków chrząszczy, w tym 274 gatunki saproksyliczne. Ponadto występują tu liczne ptaki lęgowe, m.in. pójdźka, sóweczka, jarząbek i włochatka.